# Maison Mougeot
La maison Mougeot est un édifice situé dans la ville de Saint-Dizier, dans la Haute-Marne en région Grand Est.

## Histoire
L'édifice a été construit dans le 3e quart du XVIIIe siècle.
La maison Mougeot avec ses ailes en retour, sauf la construction prolongeant l'aile sud, sont inscrites au titre des monuments historiques par arrêté du 12 mai 1989.